# Constitution kazakhe de 1995
Lire en ligne

Consulter

Constitution kazakhe de 1993
La Constitution du Kazakhstan est la loi fondamentale du Kazakhstan. Elle a été approuvée par référendum le 30 août 1995 et est entrée en vigueur le 5 septembre 1995.

## Compléments